# Campeonato Chileno de Futebol de 2025 – Terceira Divisão
A Segunda Divisão Profissional do Chile de 2025, também conhecida como Liga Segunda División 2025, é a 15.ª edição da Segunda División Profesional, terceira e última divisão profissional do Campeonato Chileno de Futebol. O campeonato é organizado pela Associação Nacional de Futebol Profissional (ANFP), uma das duas entidades que compõem a Federação de Futebol do Chile (FFCh), e responsável pela administração do futebol profissional chileno.
As novidades desta temporada são as inclusões do Barnechea, equipe rebaixada da Primeira Divisão "B" de 2024 (Série B do Chile) por decisão administrativa, após sofrer a retirada de 45 pontos, e que não disputava a divisão desde a temporada de 2016–17, quando sagrou-se campeão; além dos times Santiago City e Brujas de Salamanca, que subiram a partir da Terceira Divisão "A" (Série D do Chile) de 2024 e farão sua estreia tanto na categoria quanto no futebol profissional.

## Regulamento

### Sistema de disputa
A fase regular será disputada em 26 rodadas, divididas em dois turnos com 13 jogos cada. Ao fim dessa etapa, o time que terminar na liderança da classificação será coroado campeão da competição e garantirá o acesso à Primera B, segunda divisão chilena. Já os dois últimos colocados amargarão o rebaixamento para a Terceira Divisão "A", a quarta e penúltima divisão do futebol chileno.

### Critérios de desempate
Nesta edição do torneio, será adotado o sistema de pontos conforme a regulamentação da IFAB (International Football Association Board), entidade responsável pelas regras do futebol, com três pontos atribuídos à equipe vencedora, um ponto para cada lado em caso de empate e nenhum ponto para o derrotado.
Em caso de igualdade na pontuação, são critérios de desempate: 1) maior saldo de gols, 2) maior número de vitórias, 3) maior número de gols marcados, 4) maior número de gols marcados como visitante, 5) menor número de cartões vermelhos recebidos, 6) menor número de cartões amarelos recebidos, 7) sorteio.
Já o campeão da edição 2025 será definido com base nos seguintes critérios: 1) maior número de pontos conquistados, 2) Disputa de uma partida de desempate em campo neutro.

## Participantes

### Mudança de clubes em relação à edição de 2024
| QUEM CHEGOU         | QUEM CHEGOU                              | QUEM SAIU       | QUEM SAIU                               |
| Deportes Concepción | Campeão da Primera B de 2024             | Barnechea       | Rebaixado da Segunda División de 2024   |
| Santiago City       | Campeão da Segunda División de 2024      | Lautaro de Buin | Rebaixado da Tercera División A de 2024 |
| Brujas de Salamanca | Vice-campeão da Segunda División de 2024 | Fernández Vial  | Rebaixado da Tercera División A de 2024 |

### Informações dos clubes
| Clube                 | Cidade                     | Região                    | Estádio                         | Capacidade |
| Brujas de Salamanca   | Salamanca                  | Coquimbo                  | Municipal de Salamanca          | 03 000     |
| Concón National       | Concón                     | Valparaíso                | Atlético Municipal de Concón    | 03 000     |
| Deportes Linares      | Linares                    | Maule                     | Tucapel Bustamante              | 04 000     |
| Deportes Melipilla    | Melipilla                  | Metropolitana de Santiago | Municipal Soinca Bata           | 01 500     |
| Deportes Puerto Montt | Puerto Montt               | Los Lagos                 | Chinquihue                      | 10 000     |
| Deportes Rengo        | Rengo                      | O'Higgins                 | Municipal Guillermo Guzmán Díaz | 03 000     |
| General Velásquez     | San Vicente de Tagua Tagua | O'Higgins                 | Municipal Augusto Rodríguez     | 03 000     |
| Provincial Osorno     | Osorno                     | Los Lagos                 | Municipal Rubén Marcos Peralta  | 12 000     |
| Provincial Ovalle     | Ovalle                     | Coquimbo                  | Diaguita                        | 05 160     |
| Real San Joaquín      | San Joaquín                | Metropolitana de Santiago | Municipal Guillermo Guzmán Díaz | 02 000     |
| San Antonio Unido     | San Antonio                | Valparaíso                | Municipal de La Pintana         | 05 000     |
| Santiago City         | Las Condes                 | Metropolitana de Santiago | Municipal de Lo Barnechea       | 02 500     |
| Trasandino            | Los Andes                  | Valparaíso                | Regional de Los Andes           | 03 500     |

## Classificação
| Pos | Equipe                | Pts | J  | V | E | D | GP | GC | SG  | Classificação                       |
| --- | --------------------- | --- | -- | - | - | - | -- | -- | --- | ----------------------------------- |
| 1   | Deportes Puerto Montt | 25  | 12 | 7 | 4 | 1 | 24 | 7  | +17 | Campeão                             |
| 2   | Provincial Osorno     | 22  | 12 | 7 | 1 | 4 | 25 | 14 | +11 |                                     |
| 3   | Provincial Ovalle     | 20  | 12 | 5 | 5 | 2 | 13 | 7  | +6  |                                     |
| 4   | Concón National       | 19  | 12 | 6 | 1 | 5 | 23 | 17 | +6  |                                     |
| 5   | Deportes Linares      | 22  | 12 | 6 | 4 | 2 | 16 | 12 | +4  |                                     |
| 6   | San Antonio Unido     | 18  | 12 | 5 | 3 | 4 | 19 | 16 | +3  |                                     |
| 7   | Deportes Melipilla    | 16  | 12 | 5 | 1 | 6 | 20 | 19 | +1  |                                     |
| 8   | Trasandino            | 15  | 12 | 5 | 0 | 7 | 17 | 19 | −2  |                                     |
| 9   | Brujas de Salamanca   | 14  | 12 | 4 | 2 | 6 | 15 | 20 | −5  |                                     |
| 10  | Deportes Rengo        | 14  | 12 | 4 | 2 | 6 | 11 | 18 | −7  |                                     |
| 11  | General Velásquez     | 13  | 12 | 3 | 4 | 5 | 12 | 19 | −7  |                                     |
| 12  | Santiago City         | 11  | 12 | 3 | 2 | 7 | 13 | 29 | −16 |                                     |
| 13  | Real San Joaquín      | 9   | 12 | 2 | 3 | 7 | 9  | 20 | −11 | Rebaixamento à Terceira Divisão "A" |
| 14  | Barnechea             | 0   | 0  | 0 | 0 | 0 | 0  | 0  | 0   | Rebaixamento à Terceira Divisão "A" |

## Premiação
| Segunda División Profesional de Chile 2025 Terceira Divisão do Campeonato Chileno de Futebol |
| -------------------------------------------------------------------------------------------- |
| EM DISPUTA Campeão (?.º título da terceira divisão)                                          |